# Felixdorf
Felixdorf is een gemeente in de Oostenrijkse deelstaat Neder-Oostenrijk, gelegen in het district Wiener Neustadt-Land (WB). De gemeente heeft ongeveer 4300 inwoners.

## Geografie
Felixdorf heeft een oppervlakte van 2,48 km². Het ligt in het oosten van het land, ten zuiden van de hoofdstad Wenen.

## Geschiedenis
Het gebied van Felixdorf ligt in het onvruchtbare Steinfeld en behoorde oorspronkelijk tot de gemeente Wiener Neustadt. Om van dit gebied toch nuttig gebruik te kunnen maken werd op initiatief van de Wiener Neustadtse burgemeester Felix Mießl in 1821 de gemeente Felixdorf gesticht. Het is daarmee de jongste gemeente van Neder-Oostenrijk.
Aanvankelijk had men de gemeente ter ere van keizer Frans I de naam "Franzensdorf" toebedacht. Omdat men echter aan de levensvatbaarheid van de nederzetting twijfelde, besloot men deze naar haar stichter te noemen om de keizer voor een eventuele blamage te behoeden. Later ontving een nederzetting in de buurt van Groß-Enzersdorf wel de naam Franzensdorf.
Bad Erlach · Bad Fischau-Brunn · Bad Schönau · Bromberg · Ebenfurth · Eggendorf · Felixdorf · Gutenstein · Hochneukirchen-Gschaidt · Hochwolkersdorf · Hohe Wand · Hollenthon · Katzelsdorf · Kirchschlag in der Buckligen Welt · Krumbach · Lanzenkirchen · Lichtenegg · Lichtenwörth · Markt Piesting · Matzendorf-Hölles · Miesenbach · Muggendorf · Pernitz · Rohr im Gebirge · Schwarzenbach · Sollenau · Theresienfeld · Waidmannsfeld · Waldegg · Walpersbach · Weikersdorf am Steinfelde · Wiesmath · Winzendorf-Muthmannsdorf · Wöllersdorf-Steinabrückl · Zillingdorf
- Gemeinsame Normdatei: 4305599-0
- Nationale Bibliotheek van Israël: 987012366551805171
- Virtual International Authority File: 240948733
- WorldCat: E39PBJtCDqypvFTY66WYJvdfbd